# Podoribates turgidus
Podoribates turgidus är en kvalsterart som först beskrevs av Banks 1906.  Podoribates turgidus ingår i släktet Podoribates och familjen Mochlozetidae. Inga underarter finns listade i Catalogue of Life.